# Manden der ikke ville
|  | Denne artikel er oprettet af botten PalnaBot ud fra en ekstern database. Den kan derfor have sproglige fejl eller mangler. Denne skabelon kan fjernes efter kontrol af indholdet. |

Manden der ikke ville er en eksperimentalfilm fra 1992 instrueret af Morten Ryborg Ellehauge efter manuskript af Morten Ryborg Ellehauge.

## Handling
En film om viljen der forsvandt. Problemet er af eksistentiel karakter, og pr. definition umuligt at lave film om. Film kræver handling og personer med en vilje, så historien kan drives videre og fange publikums opmærksomhed. Dette er en film om en mand, der har mistet sin vilje, så er det spændende at se om han mister sig selv og sit publikum eller bliver en ny helt!